# Jean-Baptiste Boudard

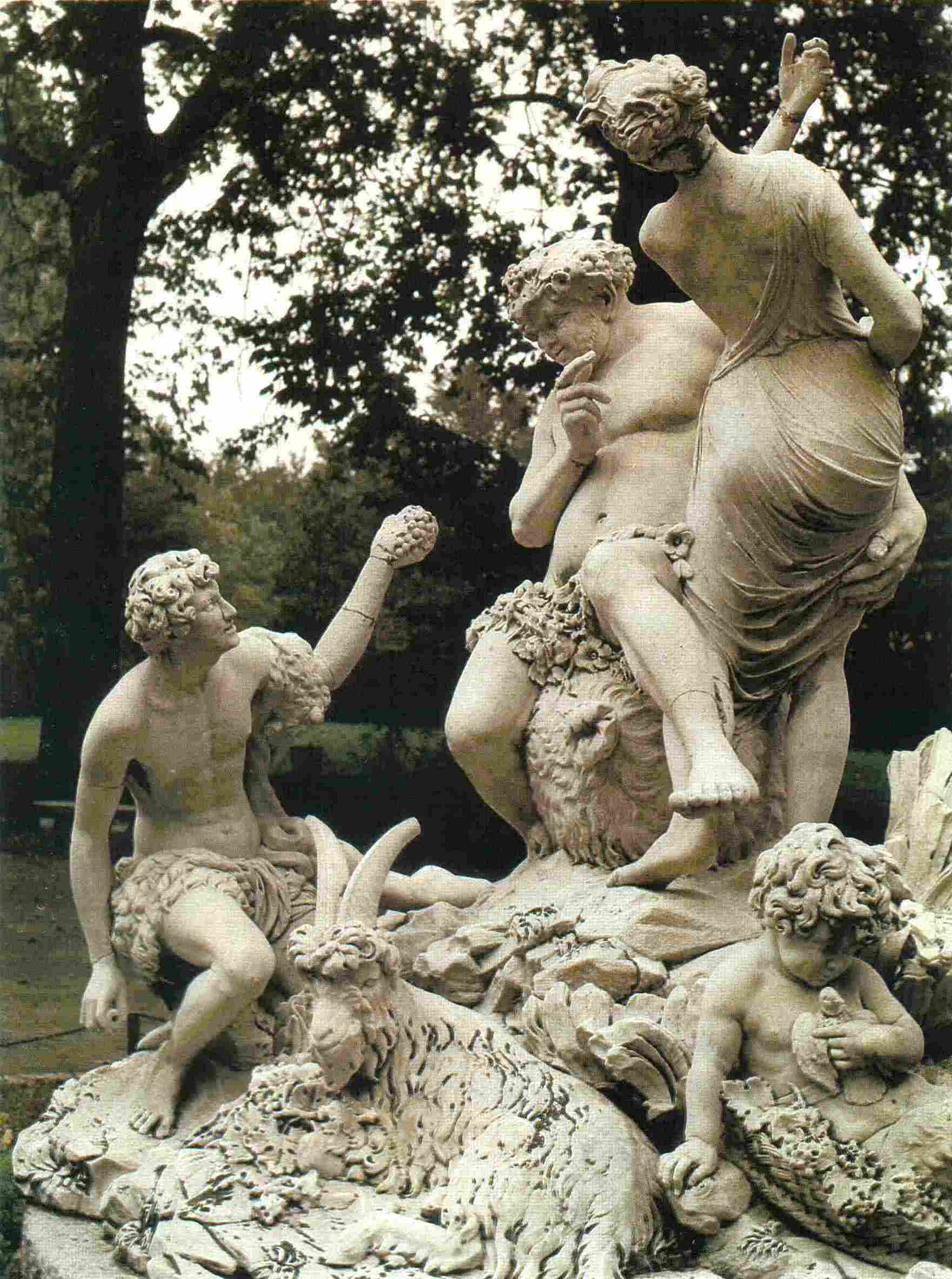
Gruppo del Sileno (particolare), scultura nel Parco Ducale di Parma.

Jean-Baptiste Boudard (Parigi, 1710 – Sala Baganza, 23 ottobre 1768) è stato uno scultore francese, attivo soprattutto in Italia (Roma e Parma).

## I primi anni
Figlio d'arte (il padre, Philippe, era direttore dei punzoni di zecca della corte di Luigi XIV) rivelò già in giovane età il suo talento. Nel 1732 vinse il Prix de Rome per la scultura e si trasferì, con due anni di anticipo rispetto alla norma, nella Città Eterna: da allievo dell'Accademia di Palazzo Mancini, ebbe modo di dedicarsi allo studio delle opere antiche conservate nei musei Capitolini e in quelli Vaticani (ancora in formazione) e di frequentare i suoi colleghi e connazionali Michel-Ange Slodtz, i fratelli Adam, Coustou, Lemoyne e Pigalle.
Durante gli anni del suo pensionariato romano, conclusosi nel 1740, realizzò: la statua in marmo travertino di San Gregorio Magno per la balaustra a decorazione della facciata della basilica di San Giovanni in Laterano (1736 circa); alcuni bassorilievi (tutti perduti) per il suo protettore, il duca di Saint-Aignan, ambasciatore di Francia presso il pontefice; la statua del profeta Osea per la balaustra a coronamento della chiesa del Santissimo Nome di Maria al Foro Traiano (1739).
La sua attività durante gli anni '40 del '700 non è ben documentata: nel 1741 venne chiamato a Napoli dal marchese de L'Hôpital, ma non si ricordano sue opere nella città partenopea; nel 1744 firmò e datò il busto ritratto di un religioso (identificato con l'architetto e trattatista Carlo Lodoli, francescano), realizzato verosimilmente a Venezia dove, secondo alcune fonti, Boudard trascorse un periodo di alunnato presso Rosalba Carriera. Rientrato in patria, nel 1746, sotto la direzione dell'architetto Jacques-Germain Soufflot (suo antico compagno di studi a Roma), lavorò alla decorazione in stucco per il baldacchino sopra la chiesa certosina di San Bruno a Lione.

## Il soggiorno a Parma
La sua attività dovette essere notata dal banchiere Claude Bonnet, consulente finanziario dell'infante Filippo di Borbone e vero talent-scout, che ne segnalò il nome a Guillaume du Tillot, intendente generale della Real casa di Borbone-Parma: il 1º dicembre del 1748 Boudard entrò al servizio della corte del duca Filippo, che all'epoca aveva sede a Chambéry, e pochi mesi dopo (marzo 1749) si trasferì a Parma.
Nella città emiliana, in qualità di statuario del duca, occupò uno studio nella Rocchetta, un edificio sul fianco occidentale del grande Palazzo della Pilotta. Per i primi anni l'artista, occupato soprattutto a organizzarsi il laboratorio, mantenne la sua produzione limitata.
Agli inizi degli anni '50 l'architetto Pierre Contant d'Ivry inviò dalla Francia le planimetrie per l'ammodernamento del Giardino Ducale e a Boudard venne commissionata la realizzazione del suo ricco arredo scultoreo: nel 1753 licenziò le prime quattro statue (Bacco, Arianna, Zefiro e Flora); nel 1754 completò l'Apollo con la cetra e la Venere; negli anni a seguire realizzò il piccolo gruppo con Naiade rapita da un Satiro  (concluso nel 1760), le statue di Pale e Trittolemo (1756) e quelle di Vertumno e Pomona (1757); la decorazione doveva essere completata dal grande gruppo di Sileno ed Egle con Mnasilo e Cromi (1766), soggetto tratto dalla VI egloga di Virgilio, e da alcuni grossi vasi in marmo bianco, realizzati su disegno dell'architetto di Corte Ennemond Alexandre Petitot.
Negli stessi anni realizzò la Statua della Vergine Incoronata per il Palazzo del Governatore, interessato da un'importante opera di ristrutturazione nel 1760 su progetto del Petitot.
Il sodalizio con il Petitot continuò per i lavori di ammodernamento della Reggia di Colorno, che don Filippo voleva rendere simile a quella di Versailles. Particolarmente significativa è la decorazione plastica della Grande Salle del palazzo (1755-1756), il salone da ballo: se all'architetto lionese spetta l'invenzione generale della decorazione, notevole è anche l'apporto della cultura scultorea del Boudard, che seppe temperare lo stile rocaille del progetto con il linguaggio ormai quasi classicheggiante appreso da Soufflot.
Notevoli sono anche i tre volumi dell'Iconologie tirée de divers auteurs, pubblicati tra il 1758 e il 1759, una raccolta di 630 immagini incise all'acquaforte e accompagnate da didascalie bilingui e da introdotta da un lungo proemio.
Numerosi i suoi ritratti di membri della famiglia ducale e i monumenti funebri: da ricordare quello a Leopoldo d'Assia-Darmstadt (chiesa dei cappuccini di Fidenza, 1765), secondo marito di Enrichetta d'Este, nata principessa di Modena e vedova di Antonio Farnese. Nel 1766 i domenicani del capitolo basilicale di Bologna gli commissionarono l'ultima formella in marmo dell'Arca di San Domenico (alla quale avevano già lavorato Nicola Pisano e Michelangelo), con l'immagine del seppellimento del santo, terminata il 15 ottobre 1768.
Il 1º aprile 1768 venne nominato Primo Statuario di Corte ma, ammalatosi di idropisia, si ritirò per curarsi a Sala Baganza, dove si spense tra il 22 e il 23 ottobre successivi. È sepolto nella chiesa dei Santi Stefano e Lorenzo.
Molte sue sculture (soprattutto copie e riproduzioni di pezzi antichi) sono conservate presso l'Istituto d'arte "Paolo Toschi", già Accademia Parmense delle Belle Arti, dove l'artista aveva esercitato l'insegnamento.
A Pama gli è intitolata via Giambattista Boudard, nel quartiere Lubiana.

## Galleria d'immagini

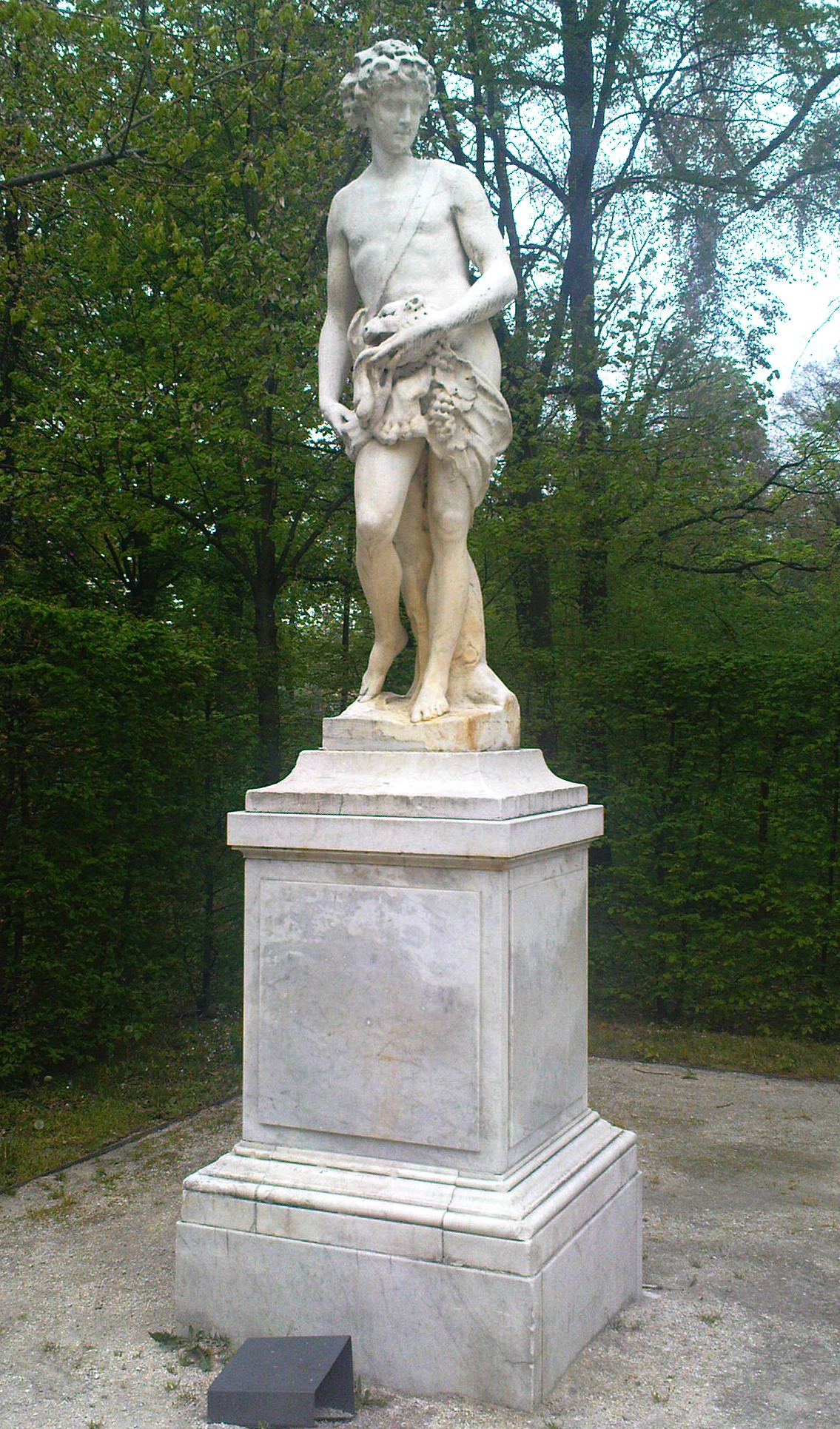
Bacco, 1753, marmo di Carrara, Parma, Giardino Ducale
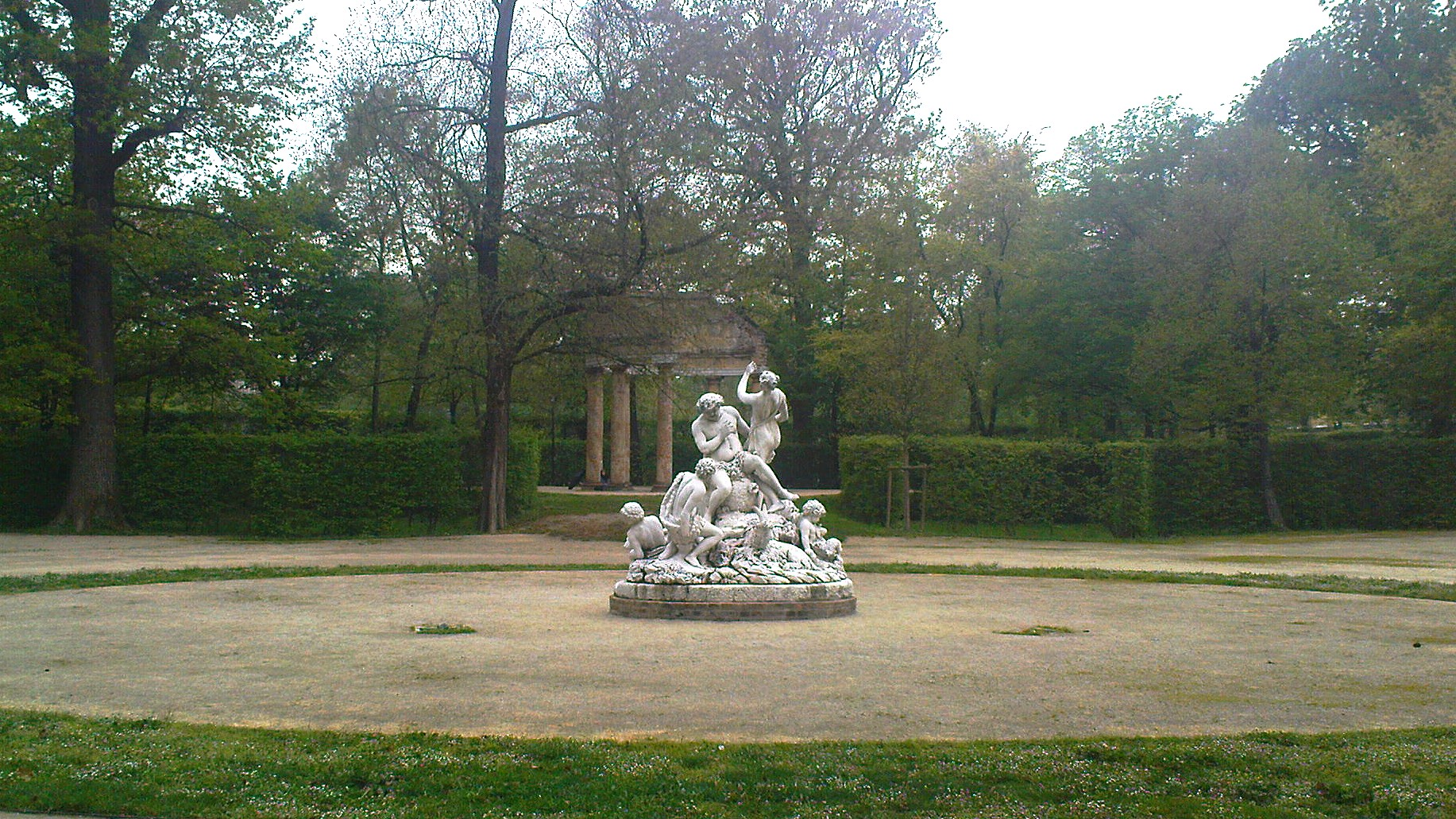
Gruppo con Sileno, Egle, Mnasilo e Cromi, 1766, marmo di Carrara, Parma, Giardino Ducale
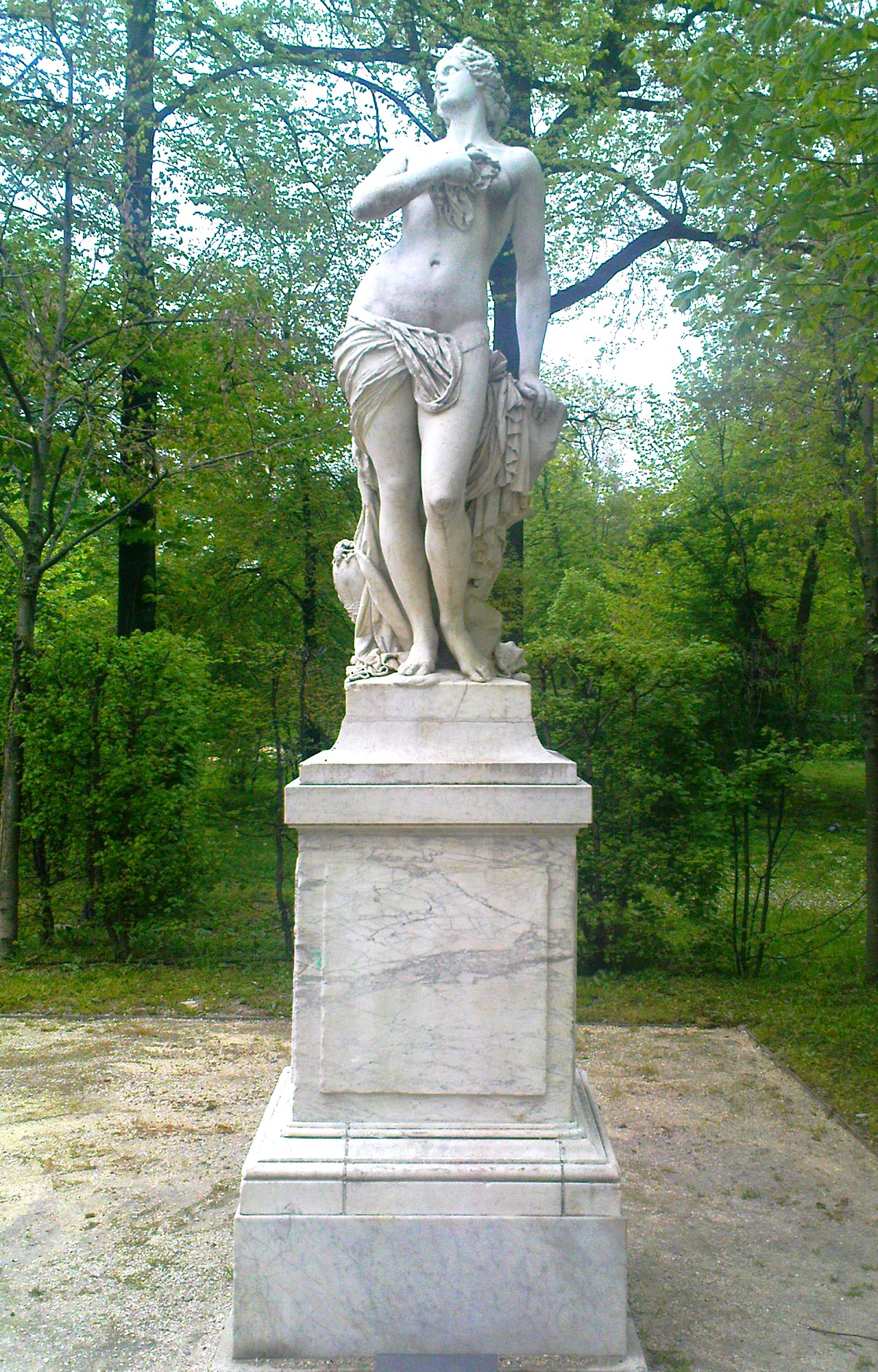
Arianna, 1753, marmo di Carrara, Parma, Giardino Ducale
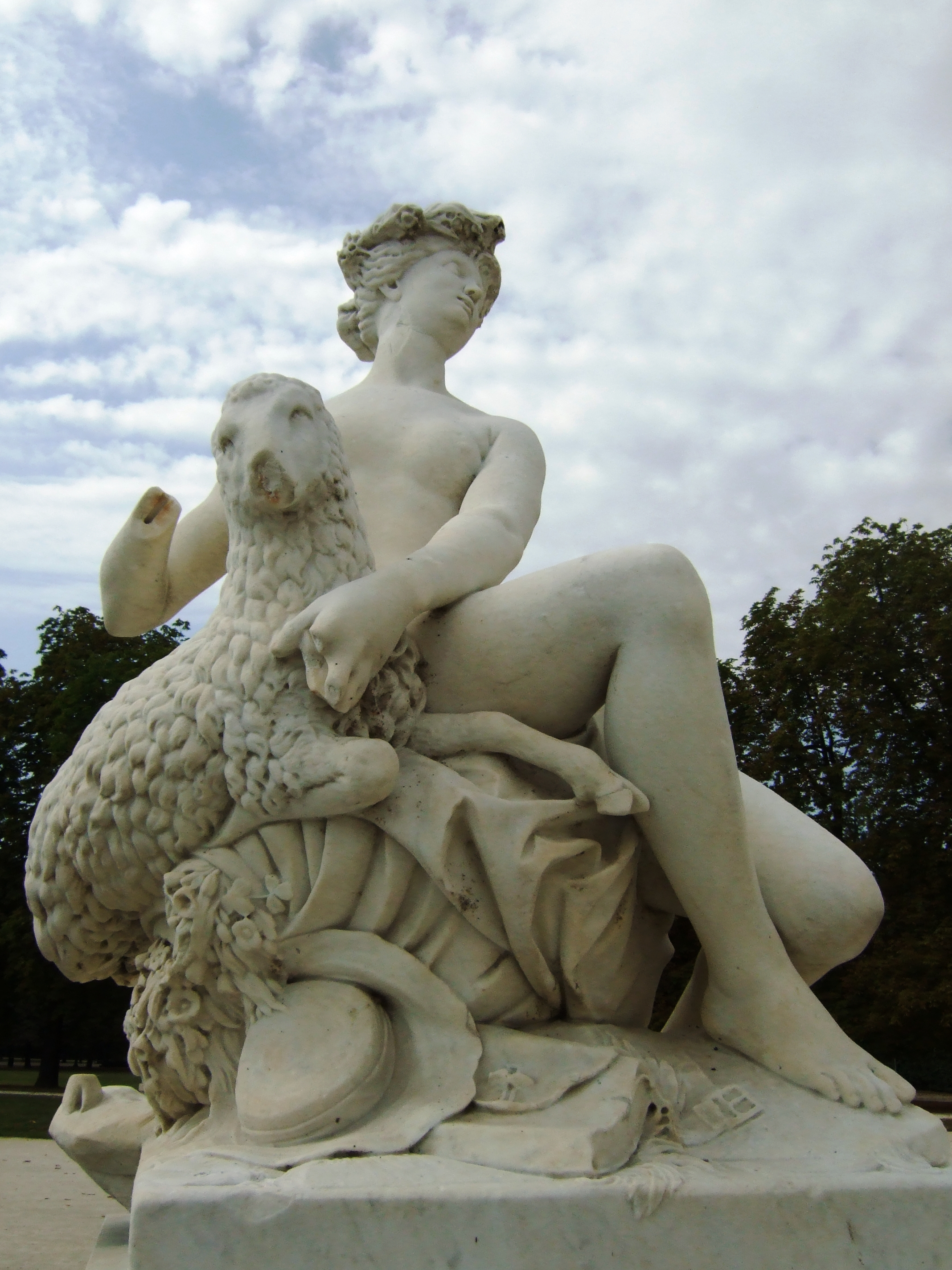
Pale, marmo di Carrara, Parma, Giardino Ducale